# Józef Kaszewski
Józef Kaszewski (ur. 12 marca 1908 w Kłóbce, zm. 1986) – polski nauczyciel i działacz polityczny, poseł na Sejm PRL III i IV kadencji (1961–1969).

## Życiorys
Był synem Franciszka i Wiktorii. Ukończył studia na Wydziale Humanistycznym Uniwersytetu Warszawskiego, po czym aż do wybuchu II wojny światowej pracował jako nauczyciel w gimnazjum męsko-żeńskim w Modlinie. Podczas wojny obronnej Polski brał udział w obronie Płocka, Modlina i Palmir. Dostał się do niewoli niemieckiej, w której przebywał do 1945 (w obozach: II B Arswalde i II D Gross-Born). W 1945 uzyskał zatrudnienie w Liceum Pedagogicznym w Tczewie, po czym pełnił funkcję dyrektora szkół średnich w Kościerzynie (1948–1950), Chełmnie i Włocławku (1951–1961). W latach 1962–1966 zajmował stanowisko dyrektora Studium Nauczycielskiego we Włocławku. Działał w Towarzystwie Szkoły Świeckiej.

### Działalność polityczna
Od 1946 działał w Stronnictwie Demokratycznym. Początkowo należał do tczewskich struktur partii, w latach 1948–1950 był wiceprzewodniczącym Powiatowego Komitetu partii w Kościerzynie, a od 1952 do 1974 stał na czele Powiatowego Komitetu SD we Włocławku (od 1963 Miejskiego i Powiatowego Komitetu). W latach 1953–1954 pełnił funkcję wiceprzewodniczącego komitetu Frontu Jedności Narodu we Włocławku. W 1954 był uczestnikiem II Zjazdu Krajowego SD. Zasiadał w Radach Narodowych: Miejskiej we Włocławku i Wojewódzkiej w Bydgoszczy. W 1961 uzyskał mandat poselski w okręgu Włocławek z ramienia SD. W Sejmie III kadencji pracował w Komisji Oświaty i Nauki jako jej wiceprzewodniczący. Cztery lata później ponownie wszedł w skład Sejmu (IV kadencji), zasiadał w tej samej Komisji.

## Odznaczenia
Za walkę podczas kampanii wrześniowej uhonorowany Krzyżem Walecznych. Poza tym otrzymał Krzyż Kawalerski Orderu Odrodzenia Polski, Złoty Krzyż Zasługi (1955), Medal 10-lecia Polski Ludowej (1955) oraz Odznakę 1000-lecia Państwa Polskiego (1966).